# Metafisico equivoco
Metafisico equivoco è un EP dei Rats, pubblicato nel 2012.

## Tracce
1. Metafisico equivoco - 4:01
2. Pioverà davvero - 4:16
3. Un altro regno fragile - 3:16
4. (Stai con me) fino alla fine - 3:46
5. Metafisico equivoco (Radio version) - 3:38 (Bonus track)

## Formazione
- Wilko - voce, chitarre
- Romi - basso, cori
- Lor - batteria, cori
- Jonathan Gasparini - chitarre, cori